# Geografski odsjek PMF-a
Geografski odsjek (lat. Sectio geographica Facultatis scientiarum naturalium et mathematicae) jedan je od 7 odsjeka Prirodoslovno-matematičkog fakulteta Sveučilišta u Zagrebu. Geografski odsjek PMF-a je najstarija, najveća i najutjecajnija znanstvena i obrazovna institucija u Hrvatskoj na području geografije. Prostori odsjeka nalaze se u Zagrebu na adresi Marulićev trg 19.

## Povijest
Današnji Geografski odsjek PMF-a započeo je s radom 1883. osnivanjem Katedre za geografiju pri Mudroslovnom fakultetu Kraljevskog sveučilišta Franje Josipa I. u Zagrebu. Osnivač katedre i prvi sveučilišni profesor geografije bio je dr. Petar Matković (1830. – 1898.). Godine 1922. Katedra prerasta u Geografski zavod, a 1927. osnovan je Institut za fizičku geografiju. Godine 1946. osnovan je jedinstveni Geografski zavod koji je djelovao u sklopu Filozofskog fakulteta do 1947. godine kada postaje dio novoosnovanog Prirodoslovno-matematičkog fakulteta Sveučilišta u Zagrebu. Geografski zavod kasnije mijenja naziv u Geografski odjel. Od 1961. do 1975. godine djelovao je i Geografski institut (kasnije Institut za geografiju Sveučilišta u Zagrebu) kao posebna znanstvena ustanova. Danas Geografski odsjek djeluje uz Biološki, Fizički, Kemijski, Matematički, Geofizički i Geološki odsjek kao podružnica PMF-a.

## Knjižnica
Posebnu vrijednost na Geografskom odsjeku ima Središnja geografska knjižnica osnovana 1910. godine. Građom obuhvaća područje geografije i njoj srodnih područja, a veći dio fonda u slobodnom je pristupu. Godine 1927. podijeljena je na Knjižnicu Zavoda za fizičku geografiju i Knjižnicu Zavoda za antropogeografiju, a ponovno je objedinjena 1946. godine i smještena na današnju lokaciju na Marulićevu trgu. Do 1994. godine bila je jedina geografska biblioteka u Hrvatskoj.

## Organizacija odsjeka
Geografski odsjek organizira istraživački i nastavnički studij geografije, a zajedno s Odsjekom za povijest Filozofskog fakulteta u Zagrebu organizira objedinjeni nastavnički studij geografije i povijesti. Istraživački i nastavnički studij geografije koncipirani su prema modelu preddiplomskog studija u trajanju od 3 godine i diplomskog studija u trajanju od 2 godine, dok objedinjeni nastavnički studij geografije i povijesti traje 5 godina. Diplomski studiji su Fizička geografija s geoekologijom, Prostorno planiranje i regionalni razvoj, Baština i turizam te Geografski informacijski sustavi.
Geografski odsjek zajedno s Biološkim i Geološkim odsjekom PMF-a organizira istraživački studij znanosti o okolišu prema modelu 3 + 2 godine.
U sklopu preddiplomskog i diplomskog studija organizira se terenska nastava. Dok istraživački studij u završnom dijelu ima obveznu izvaninstitucionalnu radnu praksu, nastavnički studiji imaju metodičku praksu.
Do 2000. godine Geografski odsjek PMF-a izdavao je renomirani znanstveni časopis Acta Geographica Croatica.

## Studentske udruge
- Klub studenata geografije Zagreb (KSG Zagreb)

KSG je osnovan 27. siječnja 1999. godine, slijedeći tradiciju studentskih organizacija od gotovo pola stoljeća, s ciljevima usmjeravanja članova k postizanju i ostvarivanju zajedničkih, prvenstveno geografskih interesa i ciljeva, te promicanja geografije kao znanosti, nastavnog predmeta i potrebe suvremenog društva.

## Poznate osobe
- Ivan Crkvenčić
- Dragutin Feletar
- Josip Roglić
- Josip Riđanović

## Vanjske poveznice
- Geografski odsjek PMF-a
- Proglas kraljevskog rješenja o osnivanju katedre za geografiju na Kraljevskom sveučilištu Franje Josipa I. u Zagrebu, Sbornik zakonah i naredabah valjanih za Kraljevinu Hrvatsku i Slavoniju, 1883. kom. I.-XIII. str. 74. Zagreb